# Leontine Sagan
Leontine Sagan (* 13. Februar 1889 als Leontine Schlesinger in Budapest, Österreich-Ungarn; † 19. Mai 1974 in Pretoria, Südafrika) war eine deutsch- und englischsprachige Schauspielerin und Regisseurin in Berlin, Frankfurt am Main, London und Südafrika.
Ihr Film Mädchen in Uniform (1931) war der erste Spielfilm über lesbische Liebe und wurde ein internationaler Erfolg.

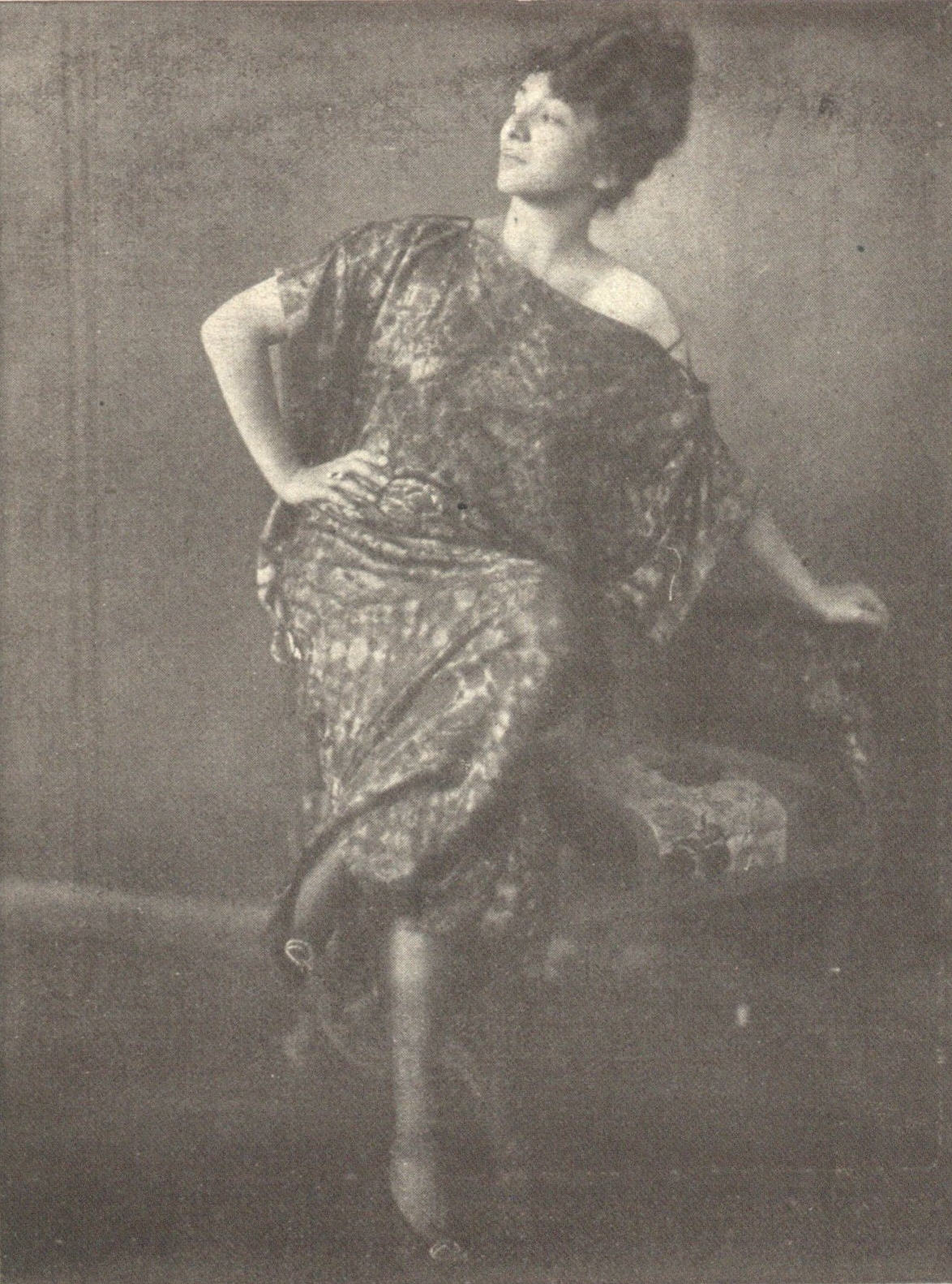
Leontine Sagan, fotografiert von Franz Löwy
(Sport & Salon, 1918)

## Leben

### Herkunft und Jugend
Leontine Schlesingers Mutter stammte aus dem wohlhabenden jüdischen Bürgertum in Wien, ihr Vater war beim Diamantenabbau in Südafrika in leitender Funktion tätig. Schlesinger wuchs in Österreich-Ungarn und Südafrika auf. Um 1905 sah sie das erfolgreiche Theaterstück Nachtasyl von Maxim Gorki bei einem Besuch in Berlin und war davon so begeistert, dass sie beschloss, Schauspielerin zu werden. Sie absolvierte aber zunächst eine Ausbildung in Stenografie und Maschinenschreiben in Südafrika und arbeitete danach im dortigen österreichisch-ungarischen Konsulat als Sekretärin.

### Theater, Hörspiel und Film in Berlin und Frankfurt am Main 1910–1932
Um 1910 ging Leontine Schlesinger im Alter von 21 Jahren an die Schauspielschule von Max Reinhardt nach Berlin und spielte danach als Schauspielerin an Theatern.
1916 zog sie nach Frankfurt am Main und war zunächst am Neuen Theater engagiert. 1918 heiratete sie Victor Fleischer, der dann einen Buchverlag in Frankfurt führte. Leontine Sagan wechselte dann an das Schauspielhaus (Frankfurt am Main), wo sie auch Regie führte und Schauspielunterricht gab. Ab 1925 war sie als Sprecherin auch für die Südwestdeutschen Rundfunkdienst AG (SÜWRAG) in Frankfurt tätig, vor allem in Hörspielen.
Um 1928 zog Sagan wieder nach Berlin. Dort spielte sie am Englischen Theater. 1931 führte sie Regie in dem Theaterstück Gestern und heute von Christa Winsloe bei Victor Barnowsky.
1931 führte sie dann Regie in dem Film Mädchen in Uniform nach diesem Theaterstück. Dieser wurde ein großer internationaler Erfolg.

### Theater und Film in London 1932–1947
1932 wurde Leontine Sagan daraufhin nach London zu einer Filmregie in Men of Tomorrow für Alexander Korda, mit dessen Bruder Zoltan als Co-Regisseur eingeladen. Dieser erzielte allerdings keinen Erfolg.
Danach blieb sie in London und war dort in Theatern als Schauspielerin und Regisseurin tätig. 1939 wurde sie in die USA für den Aufbau eines Films für Hollywood eingeladen, der jedoch nicht zustande kam. Danach kehrte sie nach London zurück.

### Theater in Südafrika 1948–1963
1947 zog Leontine Sagan wieder nach Südafrika, wo sie einen Teil ihrer Jugend verbracht hatte. Dort baute sie eine Theater- und Filmszene mit auf und begründete die National Theater Organisation mit. Sie war bis 1963 an Theatern als Regisseurin und Schauspielerin tätig.
1974 starb sie in Pretoria.
Erst 2010 erschienen ihre Lebenserinnerungen Licht und Schatten.

## Filmografie
Leontine Sagan führte Regie in drei Filmen.
- 1931: Mädchen in Uniform, Deutschland, Regie; großer Erfolg, Preise in Italien und Japan
- 1932: Men of Tomorrow, England, London Films, Regie mit Zoltan Korda; mit Maurice Braddell, Joan Gardner,  Merle Oberon, handelte in Oxford im Universitätsmilieu
- 1946: Gaiety George, England, Regie mit George King

## Hörspiele (Auswahl)
Leontine Sagan war Sprecherin in 15 Hörspielen, vor allem für die Südwestdeutsche Rundfunkdienst AG (SÜWRAG) in Frankfurt am Main; in einzelnen auch für die Nordische Rundfunk AG (NORAG) in Hamburg und die Funk-Stunde Berlin.
- 1925: Johann Wolfgang von Goethe: Stella. Ein Spiel für Liebende – Regie und Sprecher: Gerd Fricke
- 1925: Paul Claudel: Der Tausch. Drama von Paul Claudel (1. Akt)
- 1925: Oscar Wilde: Salome. Tragödie in einem Akt – Regie: Carl Stüber
- 1925: Alexander Puschkin: Der steinerne Gast – Regie: Gerd Fricke
- 1925: Friedrich Schiller: Kabale und Liebe. Ein bürgerliches Trauerspiel – Regie und Sprecher: Gerd Fricke
- 1925: Max Halbe: Der Strom. Drama in drei Aufzügen
- 1926: Peter Nansen: Judiths Ehe. Drama in drei Akten
- 1926: Friedrich Hebbel: Gyges und sein Ring. Drama
- 1926: Friedrich Schiller: Die Braut von Messina. Ein Trauerspiel mit Chören – Regie und Sprecher: Hermann Kner
- 1926: Georg Kaiser: Gas. Schauspiel in fünf Akten – Regie: Alfred Braun
- 1927: August Strindberg: Gespenstersonate – Kommentar und Regie: Hans Flesch
- 1927: Georg Büchner: Dantons Tod – Regie: Alfred Braun